# Michał Jeżewski
Michał Jeżewski (ur. 29 września 1897 w Przedborzu, zm. 6 grudnia 1975 w Końskich) – żołnierz Legionów Polskich, podoficer Wojska Polskiego w II Rzeczypospolitej, kawaler Orderu Virtuti Militari.

## Życiorys
Urodził się w rodzinie Ignacego i Antoniny z Olszewskich. Absolwent szkoły powszechnej w Końskich. W maju 1917 wstąpił do Legionów Polskich i otrzymał przydział do III batalionu 2 pułku piechoty. W 1918 wstąpił do odrodzonego Wojska Polskiego i został instruktorem w szkole podoficerskiej ciężkich karabinów maszynowych  przy 2 Dywizji Piechoty Legionów. Od maja 1919 w jako dowódca plutonu w 2 kompanii ckm 2 pułku piechoty Legionów walczył na froncie polsko-bolszewickim. W czasie walk o Murowę, umiejętnie prowadził swój pluton ckm do walki, chroniąc przed okrążeniem własną kompanię. Za czyn ten odznaczony został Krzyżem Srebrnym Orderu Virtuti Militari. W marcu 1922 został bezterminowo urlopowany z wojska. Początkowo pracował w fabryce, później prowadził zakład szewski. Od 1929 zatrudnił się w Powiatowej Komendzie Uzupełnień Końskie. W okresie okupacji powrócił do szewstwa. Po wojnie pracował w Końskich, a później w Łodzi. Zmarł w Końskich i tam został pochowany.
Był żonaty ze Stefanią Borowską, miał dzieci: Mariana (ur. 1925), Teresę (ur. 1931) i Stanisława (ur. 1936).

## Ordery i odznaczenia
- Krzyż Srebrny Orderu Virtuti Militari (nr 3880)[1]
- Krzyż Walecznych (dwukrotnie)[2]
- Srebrny Krzyż Zasługi[2]